# Hoylake
Hoylake è un paese di 5.710 abitanti della contea del Merseyside, in Inghilterra.